# Ludwig Kirschner
Ludwig Kirschner (12 de junio de 1904 - 11 de febrero de 1945) fue un general en la Wehrmacht de la Alemania Nazi durante la II Guerra Mundial que comandó la 320.ª División de Volksgranaderos. Fue condecorado con la Cruz de Caballero de la Cruz de Hierro con Hojas de Roble. Kirschner murió en combate el 11 de febrero de 1945 en Saybusch, Polonia.

## Condecoraciones
- Cruz de Hierro (1939) 2ª Clase (31 de diciembre de 1940) & 1ª Clase (14 de septiembre de 1941)[1]
- Broche de la Lista de Honor (8 de febrero de 1942)[1]
- Cruz de Caballero de la Cruz de Hierro con Hojas de Roble
  - Cruz de Caballero el 18 de enero de 1942 como Mayor y comandante del I./Infanterie-Regiment 436[2]
  - Hojas de Roble el 28 de octubre de 1942 como Oberstleutnant y comandante del Infanterie-Regiment 72[3]